# Карл Лудвиг (Анхалт-Бернбург-Шаумбург-Хойм)
Карл Лудвиг фон Анхалт-Бернбург-Шаумбург-Хойм (на немски: Karl Ludwig von Anhalt-Bernburg-Schaumburg-Hoym; * 16 май 1723 в Шаумбург; † 20 август 1806 в Шаумбург) от род Аскани е третият княз от Анхалт-Бернбург-Шаумбург-Хойм (1772 – 1806) и холандски генерал.
Той е най-възрастният син на княз Виктор I Амадей Адолф фон Анхалт-Бернбург-Шаумбург-Хойм (1693 – 1772) и първата му съпруга графиня Шарлота Луиза фон Изенбург-Бюдинген-Бирщайн (1680 – 1739), дъщеря на граф Вилхелм Мориц I фон Изенбург-Бирщайн и графиня Анна Амалия фон Изенбург-Бюдинген. 
Много рано той започва военна служба в Нидерландия и е стациониран в Стевенсваард. Той става генерал-лейтенант на инфантерията и комтур на Тевтонския орден. През 1772 той наследява баща си като княз на Анхалт-Бернбург-Шаумбург-Хойм и по-късно е на императорска военна служба.

## Фамилия
Карл Лудвиг се жени два пъти.
На 25/26 март 1748 г. през нощта той се жени в Стевенсваард тайно, без разрешението на родителите му, за Бенямина Гертруда Кайзер (* 1 януари 1729 в Стевенсваард; † 8 януари 1787 близо до Париж), дъщеря на майор. Бракът е нещастен и той я науска през 1749 г. Бракът е анулиран през 1757 г. Те имат една дъщеря:
- Виктория Хедвиг Каролина (1749 – 1841), омъжена на 6 януари 1776 г. в Манхайм за Томас де Маи, маркиз де Фавра (1744 – 1790)

На 16 декември 1765 г. в Браунфелс той се жени втори път за принцеса Амалия Елеонора (* 22 ноември 1734 в Браунфелс; † 19 април 1811 в Шаумбург), дъщеря на княз Фридрих Вилхелм фон Золмс-Браунфелс и втората му съпруга графиня София Магдалена Бенигна фон Золмс-Лаубах. Те имат децата:
- Виктор II (1767 – 1812), княз на Анхалт-Бернбург-Шаумбург-Хойм, женен във Вайлбург на 29 октомври 1793 г. за принцеса Амалия фон Насау-Вайлбург (1776 – 1841), дъщеря на княз Карл Христиан фон Насау-Вайлбург.
- Вилхелм Лудвиг (1771 – 1799), военен
- Алексис Клементе (1772 – 1776)
- София Шарлота (1773 – 1774)
- Каролина Улрика (1775 – 1782)